# Urubatão Nunes
Urubatão Calvo Nunes (Rio de Janeiro, 31 de março de 1931 — Santos, 24 de setembro de 2010) foi um treinador e futebolista brasileiro que atuou como zagueiro e volante.

## Carreira

### Jogador
Iniciou a carreira no Bonsucesso carioca, antes de se transferir para o Santos, em 1954.
Sua estreia no Peixe foi em jogo amistoso no dia 12 de fevereiro de 1954, em partida realizada na Vila Belmiro, na vitória do Alvinegro sobre o Guarani por 3–2.
Foi Bicampeão paulista com o Santos em 1955 e 1956. Pelo clube, onde em boa parte do tempo foi reserva de Zito e Formiga, disputou 320 partidas e marcou 29 gols. Sua última partida foi no dia 13 de abril de 1961, no estádio do Maracanã, contra o Vasco da Gama na derrota santista pelo placar de 2–1.
Atuou uma vez na Seleção Brasileira, no dia 7 de junho de 1957, na derrota para a Argentina por 2–1, no Estádio do Maracanã, em jogo que marcou a estreia de Pelé no selecionado.
Em 1961, foi vendido ao América do México por 600 mil cruzeiros.
Em 1964, se transferiu para a Ponte Preta.

### Treinador
Após encerrar a carreira de jogador, dirigiu o Santos FC em 26 oportunidades vencendo 13, empatando 6 e perdendo 7 partidas, conquistando o Torneio Hexagonal do Chile, em 1977.
No América, ele comandou o time profissional nos anos de 1975, 1976, 1980, 1981, 1985 e 1986.
Dirigiu o Marilia por 82 jogos, em três oportunidades (1973 e duas em 1979).
Também em 1979, dirigiu o Ferroviário.
Comandou o Colorado no Campeonato Brasileiro de 1983.
No Coritiba, em 1986, Urubatão criou polêmica em torno de suas superstições. Alguns jogadores diziam que o então treinador não os deixava tomar banho antes dos jogos, “para não atrapalhar no aquecimento”.
Destacou-se no comando do Noroeste em 1987, formando uma boa equipe. Em 1988, conquistou o vice-campeonato da segunda divisão paulista com o Catanduvense, mas deixou o clube antes do campeonato paulista de 1989.
Também comandou o Sãocarlense, Associação Esportiva Araçatuba, Fortaleza EC e Londrina EC aonde sagrou-se campeão paranaense de 1981.
Durante vários anos trabalhou como comentarista da equipe do Capitão Paulo Alberto, tanto no rádio como na televisão, no programa Radar Esportivo, até seu falecimento.

## Morte
Morreu no dia 24 de setembro de 2010, aos 79 anos de idade, em decorrência de um tumor no cérebro.

## Títulos

### Jogador
Santos
- Campeonato Paulista: 1955, 1956[7], 1958[20][21][22], 1960
- Torneio Rio-São Paulo: 1959

### Treinador
Londrina
- Campeonato Paranaense: 1981